# A jövő jövevényei (South Park)
A jövő jövevényei (Goobacks) a South Park című animációs sorozat 118. része (a 8. évad 7. epizódja). Elsőként 2004. április 28-án sugározták az Egyesült Államokban.
Az epizód az illegális bevándorlással foglalkozik; az eredeti címben szereplő „gooback” szó utalás a „wetback” megnevezésre, mely az amerikai szlengben sértő megjegyzés az illegális bevándorlókra. A történet szerint egy portálon keresztül jövőbeli emberek érkeznek a jelenkorba és mivel olcsón dolgoznak, egyre több ember veszíti el miattuk az állását...

## Cselekmény
|  | Alább a cselekmény részletei következnek! |

Kora reggel egy rejtélyes, emberszerű lény tűnik fel az autópályán, aki egy időkapun keresztül érkezett a jelenbe, de hamarosan elüti egy autó. Stan Marsh, Kyle Broflovski, Eric Cartman és Kenny McCormick South Parkban hólapátolást vállal, hogy egy kis pénzt keressen. A tévében a híreket mutatják, melyek főszereplője az elgázolt férfi, aki azt állítja, több ezer évet utazott vissza az időben, hogy munkát szerezzen. Elmondása szerint a jövőben a túlnépesedés miatt nincs elég munka, így a jelenben szeretne dolgozni, hogy aztán a jövőben a kamatokból eltarthassa a családját. A tudósok rájönnek, hogy az időkapu csak egy irányban működik (azaz a „Terminátor-elvet” követi).
Másnap újabb emigránsok érkeznek, akik társuk sikerét látva szintén vállalkoztak az utazásra. Amikor a fiúk ismét megpróbálnak hólapátolással egy kis extra pénzt keresni, az emigránsok szinte ingyen vállalják el ugyanazt a munkát, ezért a fiúk munkanélkülivé válnak. A jövőbeli amerikaiakról kiderül, hogy a távoli jövőben minden ember kopasz és egyenruhát visel, a rasszok közti különbségek eltűntek, és kialakult egy új nyelv, mely az összes világnyelv egy különleges keveréke.
Mivel az emigránsok szinte fillérekért dolgoznak, az állásukat vesztett munkások felháborodnak és gyűlést tartanak, Darryl Weathers vezetésével. Megállapítják, hogy a jövőbeli emberek „elveszik a munkát”, de semmi érdemleges megoldást nem találnak a problémára. Amikor Stan hazamegy a gyűlésről, meglepődve tapasztalja, hogy szülei felvettek egy jövőbelit bejárónőnek. Amikor trágár megjegyzést tesz az emigránsokra, a szülei kioktatják, hogy ezeknek az embereknek nehéz sorsuk volt és egyébként is csak olyan munkákat vállalnak el, melyeket senki sem akar elvégezni, ezért nincs joga becsmérelni őket.
Az O'Reilly Factor című műsorban is a jövőbeli emigránsok problémáját tárgyalják. A két vendég (a „feldúlt, suttyó, konzervatív munkásparaszt” és egy „kivénhedt, liberális, csöves hippi”) egymással teljesen ellentétes véleményen vannak, mindketten a saját igazukat hajtogatják, és nem is sikerül közös nevezőre jutniuk. Az iskolában a tanári testület megszavazta, hogy mostantól Mr. Garrisonnak a jövőbeli nyelvet is tanítania kell. A gyerekek szerint ha az emigránsok itt akarnak élni, nekik kellene megtanulni a jelen nyelvet, de a „kivénhedt, liberális, csöves hippi” megvédi velük szemben a bevándorlókat. A jövőbeliek eközben saját városrészt is kialakítottak, „Kis jövő” (Little Future) néven – utalva a valóságos nagyvárosokban a bevándorlók által elnevezett területekre.
A kormány nem segít a jelen munkásainak, ők ezért saját a kezükbe veszik a dolgokat; rájönnek, csak úgy állíthatják meg a jövendőbelieket, ha meggátolják, hogy legyen jövő. Egy Chad nevű munkás szerint csináljanak nagyobb globális felmelegedést, ám ezt a többiek leszavazzák. Egy másik ötlet szerint a megoldás az, ha mind homoszexuálisokká válnak és lefekszenek egymással, mivel így nem lesz a jövőben túlnépesedés. Kis Jövőben több száz férfi tüntető kezd csoportos szexbe, a szóvivőjük pedig nem más, mint Randy Marsh, Stan apja (akinek az állását egy jövőből jött geológus már korábban elfoglalta). Stan viszont hamarosan rájön az igazi megoldásra; ha a jövőt építenék, nem pusztítanák, akkor kevesebben jönnének vissza a jelenbe és megoldódna a probléma. Stan megérti, hogy a jövőbeli emberek nehéz körülmények közt élnek, de arra is rámutat, hogy ha tömegesen visszautaznak a jelenbe, azzal az itt élőknek ártanak.
Az emberek Stan vezetésével fákat ültetnek, szélerőművet avatnak fel, bevezetik a szelektív hulladékgyűjtést, ennek eredményeképpen az emigránsok egymás után tűnnek el – Stan ekkor abbahagyja a munkát és megállapítja, hogy az egész szituáció túl „buzis”. Bocsánatot kér a többiektől és arra biztatja őket, hogy folytassák a már korábban bevált, „meleg” módszert a jövő megváltoztatására.